# Stigmella hahniella
Stigmella hahniella is een vlinder uit de familie dwergmineermotten (Nepticulidae). De wetenschappelijke naam is voor het eerst geldig gepubliceerd in 1937 door Worz.
De soort komt voor in Europa.